# Amischotolype gracilis
Amischotolype gracilis är en himmelsblomsväxtart som först beskrevs av Henry Nicholas Ridley, och fick sitt nu gällande namn av Ian Mark Turner. Amischotolype gracilis ingår i släktet Amischotolype och familjen himmelsblomsväxter. Inga underarter finns listade.